# Шиланка
Шиланка — деревня в Рыбно-Слободском районе Татарстана. Входит в состав Анатышского сельского поселения.

## География
Находится в центральной части Татарстана на расстоянии приблизительно 4 км на северо-запад по прямой от районного центра поселка Рыбная Слобода.

## История
Основана в начале XVIII.

## Население
Постоянных жителей было: в 1782—159 душ мужского пола, в 1859—417, в 1897—554, в 1908—616, в 1920—616, в 1926—648, в 1938—674, в 1949—356, в 1958—312, в 1970—246, в 1989—109, в 2002 году 109 (русские 78 %), в 2010 году 132.